# Józef Łabudek
Józef Łabudek (ur. 4 sierpnia 1929 w Harnes, zm. 4 marca 2009) – polski działacz państwowy, wicewojewoda katowicki (1973–1975) i wojewoda bielski (1975–1981).

## Życiorys
Urodził się we Francji w rodzinie polskiego górnika. W 1934 wraz z rodziną przyjechał do Polski, gdzie uczęszczał do szkoły podstawowej w Cieszynie. W czasie II wojny światowej zatrudniony w cieszyńskiej drukarni Prochasków. W 1950 rozpoczął studia w Szkole Głównej Planowania i Statystyki, a w 1957 uzyskał magisterium w Akademii Ekonomicznej w Katowicach. Pracował kolejno w Centralnym Zarządzie Materiałów Górniczych w Gliwicach, następnie w Krakowskiej Fabryce Farb i Lakierów (jako dyrektor) oraz na kierowniczych stanowiskach w przedsiębiorstwach handlowych w województwie katowickim. W 1972 został mianowany dyrektorem Wydziału Handlu i Usług Urzędu Wojewódzkiego w Katowicach. W latach 1973–1975 pełnił obowiązki wicewojewody katowickiego, a na skutek reformy administracyjnej 1975 został mianowany pierwszym w historii wojewodą bielskim. Ze stanowiska zrezygnował w lutym 1981, a w grudniu 1981 został internowany. Po uwolnieniu z aresztu w 1982 podjął pracę w katowickim „Centrostalu” (do 2000).
Odznaczony m.in. Krzyżem Komandorskim Orderu Odrodzenia Polski.